# Археологический музей штата Андхра-Прадеш
Археологический музей штата Андхра-Прадеш (англ. AP State Archeology Museum) — государственный музей, находящийся в городе Хайдарабад, штат Андхра-Прадеш, Индия.
Здание, выполненное в индо-сарацинском архитектурном стиле и расположенное на территории Общественных садов, было построено в 1864 году для дочери низама Хайдарабада, но так и не было заселено. Музей организовал внутри дворца в 1930 году Мир Осман Али-Хан, последний Низам Хайдарабада, желавший сохранить наследие Хайдарабадского княжества. Первоначально он назывался «Хайдарабадский музей», а в 1950 году был переименован в «Археологическим музеем штата Андхра-Прадеш».
Главной достопримечательность музея является египетская мумия, которую привёз в Хайдарабад Назир Наваз Джунг, зять VI низама Махбуба Али-Хана. Эту мумию он подарил последнему низаму Мир Осману Али-Хану. В музее также демонстрируются многочисленные статуи Будды и артефакты разного профиля, принадлежащие династии Какатия.
Не стоит путать с археологическим музеем, расположенным в деревне Кондапур.

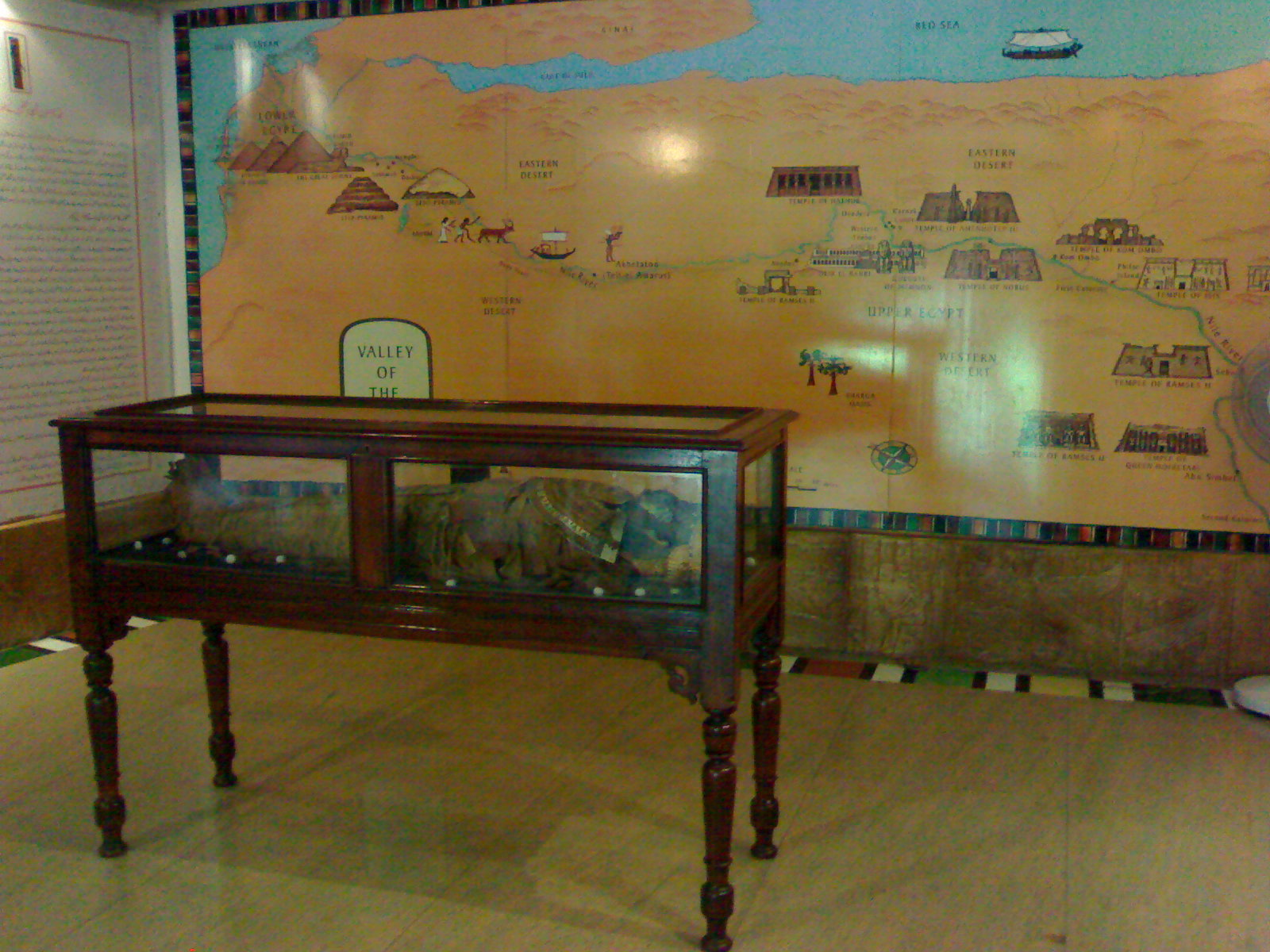
Египетская мумия